# 南普萊恩菲爾德 (新澤西州)
南普萊恩菲爾德（英語：South Plainfield）是位於美國新澤西州米德爾塞克斯縣的自治市鎮。

## 人口
根據2020年美國人口普查的數據，南普萊恩菲爾德的面積為21.58平方千米，當中陸地面積為21.49平方千米，而水域面積為0.09平方千米。當地共有人口24338人，而人口密度為每平方千米1,128人。